# Mitski
Mitski Miyawaki, nata Mitsuki Laycock e meglio conosciuta solo come Mitski (Prefettura di Mie, 27 settembre 1990), è una cantautrice statunitense di origini giapponesi.

## Biografia
Nasce in Giappone nella prefettura di Mie da padre statunitense e madre giapponese, girando il mondo durante l'infanzia e vivendo in numerosi paesi tra cui la Repubblica Democratica del Congo, Malaysia, Repubblica Ceca, Cina e Turchia prima di stabilirsi definitivamente negli Stati Uniti, a New York. Dopo essersi diplomata in Turchia, inizia a scrivere canzoni, completando i suoi primi due album (Lush e Retired from Sad, New Career in Business) – autoprodotti – durante il periodo scolastico. Nel 2014 produce il suo terzo lavoro, Bury Me at Makeout Creek, privilegiando l'uso della chitarra invece del pianoforte che aveva caratterizzato i dischi precedenti. Due anni più tardi, firma con la label indipendente Dead Oceans e pubblica Puberty 2: il suo quarto album in studio, trascinato dalla hit Your Best American Girl, si rivela un grande successo da parte della critica e la porta a intraprendere un tour nordamericano e uno europeo. Diverse riviste, tra cui Spin, Entertainment Weekly e Rolling Stone, inseriscono il disco tra le venticinque migliori pubblicazioni del 2016. Nel 2017 apre le date americane del Melodrama World Tour di Lorde e l'anno seguente fa uscire Be the Cowboy, album meno personale rispetto al precedente, ma che ottiene subito l'elogio dei critici musicali e un ottimo riscontro commerciale.
Nel gennaio 2020 la cantante pubblica la canzone Cop Car, tratta dalla colonna sonora del film horror The Turning - La casa del male.

Il 29 ottobre 2020 viene annunciato che Mitski è stata scelta per scrivere la colonna sonora del fumetto sci-fi western This Is Where We Fall, presente solo nelle cassette vendute insieme alle copie del fumetto.
Il 4 ottobre 2021, dopo aver riattivato i suoi account social, Mitski ha annunciato l'uscita di un nuovo singolo. Il brano, intitolato Working for the Knife, è uscito il 5 ottobre 2021, accompagnato da un video musicale. In seguito ha annunciato un tour musicale in Nord America e in Europa.
Il 9 novembre dello stesso anno la cantante ha pubblicato il singolo The Only Heartbreaker, per poi annunciare il suo sesto album in studio Laurel Hell, pubblicato il 4 febbraio 2022.
Durante il luglio 2023 Mitski annuncia l'uscita di un nuovo album e il 26 luglio esce il primo singolo Bug like an angel; il 23 agosto escono due singoli: Star e Heaven.
Il 15 settembre 2023 esce l'album The Land Is Inhospitable And So Are We, che contiene tutte le tre canzoni sopracitate. Inoltre, il brano My Love Mine All Mine, in particolare, raggiunge un grande successo, anche per merito dei social, arrivando a oltre 120 milioni di ascolti su Spotify dopo poco più di un mese.

## Discografia

### Album in studio
- 2012 – Lush
- 2013 – Retired from Sad, New Career in Business
- 2014 – Bury Me at Makeout Creek
- 2016 – Puberty 2
- 2018 – Be the Cowboy
- 2022 – Laurel Hell
- 2023 - The Land Is Inhospitable and So Are We

### EP
- 2015 – Audiotree Live

### Colonne sonore
- 2021 - This Is Where We Fall

### Singoli
- 2014 - First Love / Late Spring
- 2014 - Townie
- 2014 - I Don't Smoke
- 2014 - I Will
- 2016 - Your Best American Girl
- 2016 - Happy
- 2018 - Between the Breaths (feat. Xiu Xiu)
- 2018 - Geyser
- 2018 - Nobody
- 2018 - Two Slow Dancers
- 2020 - Cop Car
- 2021 - The Baddy Man
- 2021 - The End
- 2021 - Working for the Knife
- 2021 - The Only Heartbreaker
- 2021 - Heat Lightning
- 2022 - Love Me More
- 2022 - Glide (cover)
- 2023 - Bug Like An Angel
- 2023 - Star / Heaven
- 2023 - My Love Mine All Mine